# Berbérati
Berbérati är en stad i sydvästra Centralafrikanska republiken, omkring 45 mil väster om huvudstaden Bangui, nära gränsen mot Kamerun. Den är huvudstad för prefekturen Mambéré-Kadéï och hade vid folkräkningen 2003 en befolkning på 76 918, vilket gör den till landets tredje största stad.